# Celyphidae
Celyphidae (лат., от др.-греч. κελυφος — оболочка, скорлупа) — небольшое семейство насекомых из надсемейства Lauxanioidea инфраотряда круглошовных мух, распространённое в Афротропической, Ориентальной областях, на юго-востоке Палеарктики и в Неатропике. Отличительным признаком семейства является сильно увеличенный щиток, делающих этих мух похожими на жуков листоедов. Семейство описано французским энтомологом Жаком Биго.

## Внешнее строение
Преимущественно мелкие и средней величины мухи (3—7 мм), внешне напоминающие жуков листоедов, что достигается за счёт увеличения щитка, который прикрывает всё брюшко. Увеличение щитка встречается кроме Celyphidae, только у неотропического рода мух-береговушек Peltopsilopa Hendel, 1914, которых некоторые исследователи принимали за Celyphidae. Финский энтомолог Ричард Фрей предполагал, что разросшийся щиток может облегчать планирование при полёте или иметь декоративную функцию, подобно выростам у горбаток. Окраска тела жёлтая, зелёная или синяя, часто с металлическим блеском. Голова небольшая. Наличник увеличен и выступает за край лица. Ариста расположена ближе к вершине третьего членика усиков и покрыта волосками. У основания ариста заметно расширена и сплюснута. Крылья в покое помещаются под щиток. Жилкование крыльев редуцировано. Костальная жилка без разрывов. Щетинки на теле слабо развиты. У самцов отсутствует эдеагус. Самки имеют крупную округлую сперматеку. Внешнее строение личинок не описано.

## Биология
Мухи обитают в толще травяного яруса в пойменных местообитаниях или фруктовых садах, питаются разлагающимися тканями растений и грибами. Подробно биология изучена только у видов Celyphus obtectus и Spaniocelyphus scutatus. Самки Celyphus obtectus откладывают яйца на нижнюю сторону листьев коровьего гороха (Vigna unguiculata). По наблюдениям в лаборатории, самки этого вида откладывают одиночно до 70 яиц. Личинки обнаруживаются на нижней стороне листьев и питаются зелёными или желтеющими листьями, выедая мякоть листа и оставляя жилки. Окукливание происходит на поверхности листьев. Преимагинальная часть жизненного цикла занимает от 20 до 26 дней, при этом яйцо развивается от 4 до 5 дней, личинки — от 7 до 10 дней, куколки — от 9 до 11 дней. Самки Spaniocelyphus scutatus откладывают яйца на разлагающиеся листья Duranta repens. В остальном биология похожа на Celyphus obtectus. Некоторые неидентифицированные представители рода Celyphus являются второстепенными вредителями имбиря. Естественными регуляторами численности видов выступают паразитические сумчатые грибы рода Laboulbenia Mont & C. P. Robin, другие паразиты и хищники не известны.

## Систематика
Первый вид Celyphus obtectus, включённый в семейство, описал в 1918 году шведский энтомолог Юхан Далман. Французский энтомолог Жак Биго выделил мух с увеличенным щитком в отдельную группу и дал ей современное название. Первая ревизия ориентальных представителей семейства сделана Джоном Маллохом в 1929 году. Современная систематика семейства основана на работах Джоан Мари Тенорио и Пауля Ваншуйтброка и Стивена Гаймари. По признакам внешнего строения имаго и на основании молекулярно-генетических исследований Celyphidae наиболее сходны с семейством Lauxaniidae. Исследование строения мускулатуры гениталий, показало сходство Celyphidae с Lauxaniidae, Diopsoidea и Psilidae.

### Классификация
В мировой фауне известно 115 видов из 8 родов:
- Acelyphus Malloch, 1929 — Юго-Восточная Азия.
- Atopocelyphus Gaimari, 2017 — Французская Гвиана.
- Celyphus Dalman, 1818 — Африка и Юго-Восточная Азия.
- Idiocelyphus Malloch, 1929 — Юго-Восточная Азия.
- Oocelyphus Chen, 1949 — юг Китая.
- Paracelyphus Bigot,  1859 — Индия и Китай.
- Hemiglobus Frey,  1941 — Юго-Восточная Азия.
- Spaniocelyphus Hendel, 1914 — Африка и Юго-Восточная Азия.

## Распространение
Наибольшего видового разнообразия семейство достигает в Юго-Восточной Азии, значительно меньше — в тропической Африке. Несколько видов на юге Китая заходят в палеарктическую область. Семейство Celyphidae не обнаружено на континенте Австралия, но в Австралийской зоогеографической области встречается два вида Celyphus obtectus Dalman, 1818, на Соломоновых островах Spaniocelyphus philippinus Frey,   1941 на острове Новая Гвинея. В 2017 году подтверждено присутствие представителей Celyphidae в Южной Америке. Ошибочно считавшийся австралийским, вид Celyphus ruficollis Macquart, 1844 был найден на самом деле на территории Французской Гвианы. Этот вид выделен в отдельный род Atopocelyphus Gaimari, 2017 американским энтомологом Стивеном Гаймари.